# 1. Fußball-Club Köln 01/07 (calcio femminile)
L'1. Fußball-Club Köln 01/07, o 1. FC Köln, citato in italiano come Colonia o FC Colonia, è una squadra di calcio tedesca, sezione di calcio femminile dell'omonima società polisportiva con sede a Colonia, città extracircondariale situata nel land della Renania Settentrionale-Vestfalia. Fondata nel 2009 sulle ceneri del Brauweiler Pulheim, nella stagione 2019-2020 milita in Frauen-Bundesliga, massima serie del campionato tedesco femminile di calcio.
I maggiori risultati ottenuti sono un ottavo posto in Bundesliga, raggiunto al termine del campionato 2021-2022, e i quarti di finale della DFB-Pokal der Frauen, la Coppa di lega femminile della Germania, raggiunti in tre occasioni, nelle edizioni 2009-2010, 2013-2014 e 2014-2015.

## Palmarès
- Campionato tedesco di seconda divisione: 2

2014-2015, 2016-2017

## Organico

### Rosa 2023-2024
Rosa, ruoli e numeri di maglia come da sito ufficiale, aggiornati al 4 novembre 2023.
| N. |                      | Ruolo | Calciatrice       |
| -- | -------------------- | ----- | ----------------- |
| 1  | Austria (bandiera)   | P     | Jasmin Pal        |
| 2  | Danimarca (bandiera) | D     | Sofie Vendelbo    |
| 5  | Austria (bandiera)   | D     | Celina Degen      |
| 6  | Germania (bandiera)  | C     | Lotta Cordes      |
| 7  | Germania (bandiera)  | C     | Manjou Wilde      |
| 8  | Germania (bandiera)  | C     | Laura Vogt        |
| 9  | Polonia (bandiera)   | C     | Adriana Achcińska |
| 10 | Israele (bandiera)   | C     | Sharon Beck       |
| 11 | Svizzera (bandiera)  | C     | Alena Bienz       |
| 12 | Germania (bandiera)  | P     | Paula Hoppe       |
| 13 | Germania (bandiera)  | A     | Emma Lattus       |
| 14 | Germania (bandiera)  | D     | Carlotta Imping   |
| 16 | Germania (bandiera)  | C     | Lilith Schmidt    |

| N. |                                 | Ruolo | Calciatrice        |
| -- | ------------------------------- | ----- | ------------------ |
| 18 | Bosnia ed Erzegovina (bandiera) | D     | Andrea Gavrić      |
| 19 | Ungheria (bandiera)             | A     | Dóra Zeller        |
| 20 | Germania (bandiera)             | A     | Meike Messmer      |
| 21 | Germania (bandiera)             | D     | Anna Gerhardt      |
| 22 | Polonia (bandiera)              | A     | Natalia Padilla    |
| 23 | Germania (bandiera)             | A     | Marleen Schimmer   |
| 24 | Germania (bandiera)             | P     | Josefine Osigus    |
| 25 | Germania (bandiera)             | D     | Laura Donhauser    |
| 26 | Polonia (bandiera)              | C     | Martyna Wiankowska |
| 27 | Germania (bandiera)             | C     | Lena Uebach        |
| 28 | Germania (bandiera)             | D     | Janina Hechler     |
| 29 | Germania (bandiera)             | A     | Selina Cerci       |